# Centre Air Creebec
Centre Air Creebec (bývalý název Palais des Sports) je hokejový stadion nacházející se v kanadském městě Val-d'Or v provincii Quebec. Je domovskou arénou týmu Val-d'Or Foreurs, který hraje soutěž Quebec Major Junior Hockey League. Stadion byl otevřen v roce 1949 a od roku 2005 nese název místní letecké společnosti Air Creebec.